# Bataillon invisible
Bataillon invisible (en ukrainien : Невидимий Батальйон, romanisé : Nevydymyy Batal'yon) est une campagne de plaidoyer ukrainienne, un groupe de recherche sociologique et un projet de droits civiques pour l'égalité des sexes dans les forces armées ukrainiennes.

## Activités
Le Bataillon Invisible a été lancé en 2015 en tant qu'enquête sociologique coordonnée par Maria Berlinska et rédigée par Tamara Martsenyuk, Tamara Martséniouk, Anna Kvit, Hanna Hrytsenko et Ganna Grytsenko, sociologues de l'Université nationale Académie Mohyla de Kiev, sur la participation des femmes à la guerre du Donbass dans l'est de l'Ukraine. L'enquête a révélé un certain nombre de problèmes : la législation ukrainienne n'autorisait pas les femmes à occuper des postes de combat, elles étaient donc enrôlées comme cuisinières, couturières, femmes de ménage, comptables, etc. tout en participant à des opérations de combat militaires en tant que tireurs d'élite, opérateurs de lance-grenades, soldats de reconnaissance, artilleurs, etc. Tout cela se faisait sur des bases semi-légales. Ainsi, la majorité des femmes qui ont servi dans la guerre du Donbass n’ont pas été enrôlées officiellement et n’ont, par conséquent, pas eu accès aux avantages sociaux ou militaires, aux récompenses militaires, au statut social ou aux opportunités de carrière dans les forces armées. Avec le soutien du Fonds des femmes ukrainiennes et d'ONU Femmes, l'enquête du Bataillon Invisible s'est transformée en un projet photographique ambitieux : environ une demi-centaine de portraits de femmes combattantes ukrainiennes ont été réalisés et exposés au Parlement ukrainien et au ministère de la Défense de l'Ukraine. En 2016, le calendrier annuel du Bataillon Invisible a remporté le Grand Prix du Festival national de la publicité sociale.[source insuffisante]

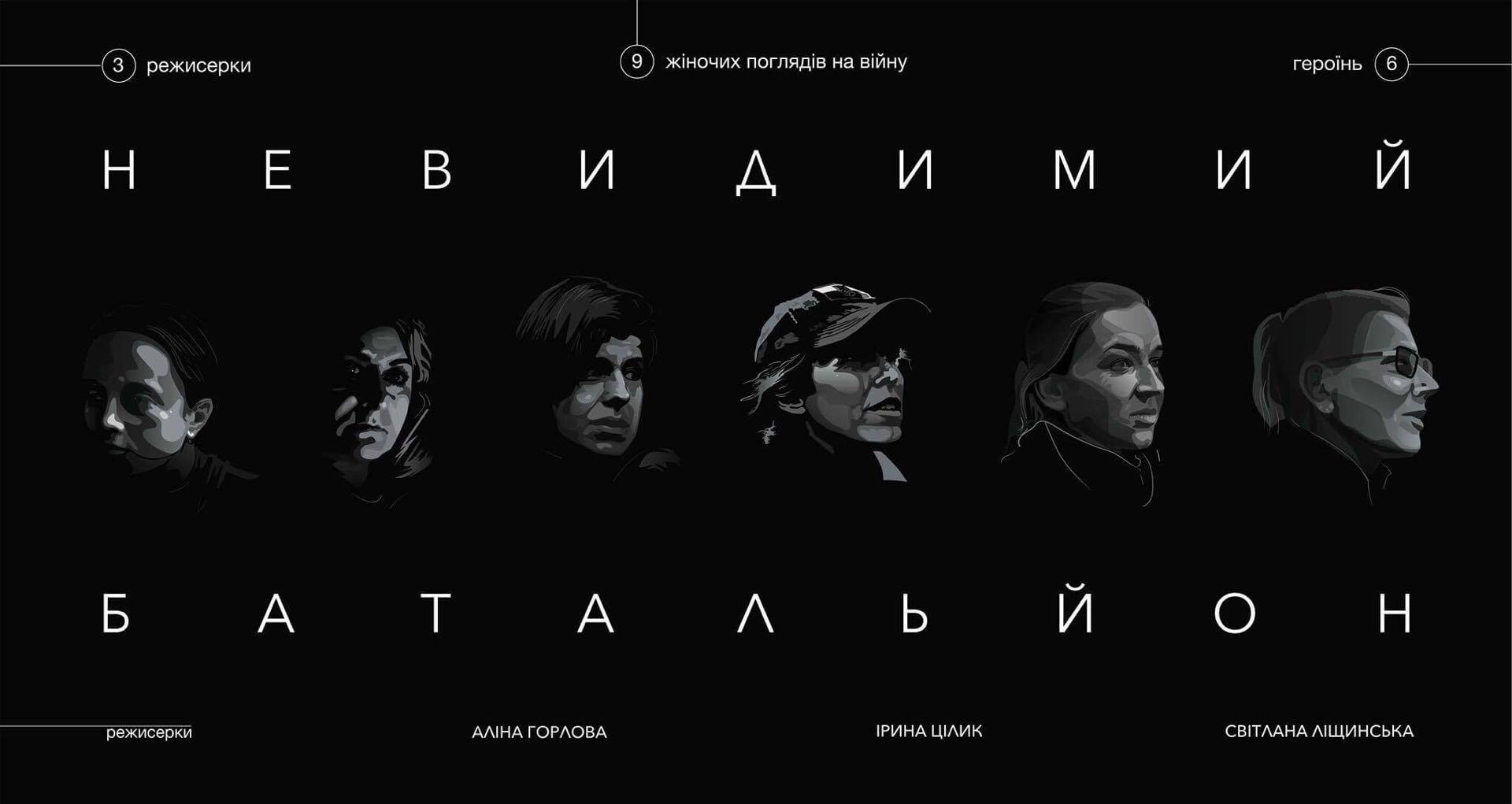
Affiche en ukrainien du film Invisible Battalion

Plus tard, le projet social Bataillon Invisible s'est transformé en un long métrage documentaire, Invisible Battalion : six histoires de six femmes qui étaient (ou sont) des combattantes en guerre dans l'Est de l'Ukraine,. Trois réalisatrices – Iryna Tsilyk, Alina Gorlova et Svitlana Lischynska – offrent des perspectives féminines sur la guerre dans l’Est de l’Ukraine.

## Accomplissement
À la suite de cette campagne, de la pression de la société et de diverses organisations internationales, le ministère de la Défense ukrainien a augmenté le nombre d'emplois militaires accessibles aux femmes à 63 avec la directive no 292, « Sur l'élargissement des emplois militaires pour les soldats, les sergents et les officiers ».